# 散弾銃一覧
散弾銃一覧（さんだんじゅういちらん）は、軍隊、法執行機関および民間向けの散弾銃の一覧である。

## 元折単身
銃身と機関部の接合部を折って装填する単発銃で、銃身が一本の物。かつては安価な入門狩猟銃として採用例が多かったが、狩猟でもクレー射撃でも2発以上の弾を連射する事が求められる様になったため、日本ではアメリカントラップ向けの銃などを除いて殆ど製造されていないものの、発展途上国では低価格とメンテナンスの容易さから狩猟用として現役である（製作難易度の低さから、正規の銃メーカー以外にパキスタンのダッラ村などで製造された密造銃も多い）。

### ベルギー
- FNブローニング

### アメリカ
- ブローニング・アームズ
  - ブローニング BT-99

### イタリア
- ファルコ M410
- ベレッタ UGB25 クセル
- ペラッツィ

## 上下二連
元折単身銃に銃身を縦に2本付けた物。装填・脱包の区別が付きやすい為安全性が高く、回転不良が起きずに発砲できる為、現在でもクレー射撃競技では最も一般的に使用されている銃である。最近の銃では交換チョーク式になっている銃も多い。上下の銃身は平行に並べられているのではなく、僅かに角度が付いた状態で接合されている。これにより上下の銃身から発射された弾はある程度の距離で弾道が交差する事になる。この交差するまでの距離はクロスポイントと呼ばれ、その銃の用途により多種多様に調整されるが、クロスポイントのデータを公開しているメーカーは稀である。なお、上下の銃身に角度を付けず平行に接合されている銃もあり、このような銃は平行銃身と呼ばれる。

### ベルギー
- ファブリックナショナル
  - FN D5G
  - FN D5
  - FN D4G
  - FN D4
- FN D3
  - FN D2
  - FN D1
  - FN E1
  - FN F-1
  - FN M-2
  - FN M-1
  - FN I-1
  - FN C-4
  - FN C-3
  - FN C-2G
  - FN C-2
  - FN C-1
  - FN B6
  - FN B-2G
  - FN B2
  - FN B1
  - FN A1

### アメリカ
- ブローニング・アームズ
  - ブローニング シトリ
  - ブローニング シナジー
- レミントン
  - レミントン スパータン310
- ウィンチェスター
  - ウィンチェスター・ピジョングレード
  - ウィンチェスター・リピーティングアームズ
- ウェザービー
  - ウェザービー SSC
- クラシックダブルス
  - クラシックダブルス・スポーター
  - クラシックダブルス・ユーエス
- イサカ・ガン・カンパニー
- スターム・ルガー

### イタリア
- ペラッチ
  - ペラッチ エクストラ・スーパー
  - ペラッチ エクストラ・ゴールド
  - ペラッチ エクストラ
  - ペラッチ SCO-サイドプレート
  - ペラッチ SCO-ゴールド
  - ペラッチ SCO
  - ペラッチ SC3H
  - ペラッチ SC3
  - ペラッチ MX2005
  - ペラッチ MX2000
  - ペラッチ MX12
  - ペラッチ MX11
  - ペラッチ MX8B
  - ペラッチ MX8 40周年 記念銃
  - ペラッチ MX8
  - ペラッチ MX6
  - ペラッチ MX5
  - ペラッチ MX4B
  - ペラッチ MX4
  - ペラッチ MX3
  - ペラッチ ミラージュ
  - ペラッチ MT6
- ベレッタ
  - ベレッタ SO10シリーズ
  - ベレッタ SO9シリーズ
  - ベレッタ SO6EELL/5
  - ベレッタ SO6EELL/4
  - ベレッタ SO6EELL/3
  - ベレッタ SO6EELL/2
  - ベレッタ SO6EELL/1
  - ベレッタ SO6シリーズ
  - ベレッタ SO5 GP-BLカスタム
  - ベレッタ SO5 GP-SLリミテッド
  - ベレッタ SO5 GP-ゴールド
  - ベレッタ SO5 GP-SL
  - ベレッタ SO5 GP-BL
  - ベレッタ SO5 GP オリンピック SL/BL
  - ベレッタ SO5 グランドプリックス・トラップ・スペシャルバージョン
  - ベレッタ SO5 グランドプリックス
  - ベレッタ SO5
  - ベレッタ SO5シリーズ
  - ベレッタ SO4 オリンピック SL
  - ベレッタ SO4
  - ベレッタ SO3EELL
  - ベレッタ SO3EL
  - ベレッタ SO3
  - ベレッタ SO2EELL
  - ベレッタ SO2EL
  - ベレッタ SO2
  - ベレッタ SO1
  - ベレッタ DT10
  - ベレッタ ASE ゴールド
  - ベレッタ ASE 90 カスタム
  - ベレッタ ASE 90
  - ベレッタ ASE 90シリーズ
  - ベレッタ S682 ゴールドE ZERO
  - ベレッタ S682 ゴールドE
  - ベレッタ S682 ゴールド
  - ベレッタ S682 オリンピック記念銃
  - ベレッタ S682 DX
  - ベレッタ S682 スペシャル
  - ベレッタ S682
  - ベレッタ S682シリーズ
  - ベレッタ S680シリーズ
  - ベレッタ 68シリーズ
  - ベレッタ 57、58シリーズ
  - ベレッタ S687ダイアモンドピジョン
  - ベレッタ S687シルバーピジョン
  - ベレッタ シルバーピジョン
  - ベレッタ 686シリーズ
- ブレーザー
- サバッティ
  - サバッティ GTX
- シーザー
- アントニオ・ゾーリ
- ファバルム
- ファルコ
- マロッキ
  - マロッキM99
  - マロッキM100
  - マロッキZERO3
  - マロッキ Mクラシックダブルス・ヨーロッパ
- ファースティ・ステファーノ
- フランキ
- リッチーニ
- マロッチ
- マロッチーニ
- エミリオ・リッチーニ
- ゾーリ
- インベスターム
- レナトガンバ
- イーベ
- ルシアノボッシス
- ペラッツィ・ファブリ
- ピォッティ
- ファーマス
- イボファブリ

### ドイツ
- メルケル
  - メルケル スーパー200ET
  - メルケル 201ET
  - メルケル 303ET
- クリコフ
- ブレーザー
- ロットウェル パラゴン
- サワー

### トルコ
- サバティ

### スペイン
- ケメン
- ランバ
- ウィンチェスター

### イギリス
- ジェームス&パーディ
- トーマス・ボス

### フィンランド
- サコー

### スウェーデン
- フロードマン

### ブラジル
- ストルガ コンドル

### 日本
- ミロク製作所
  - ミロク SPシリーズ
    - ミロク SP-120
    - ミロク SP-202
    - ミロク SP-201
    - ミロク SP-101
    - ミロク SP-102
    - ミロク SP-103
    - ミロク SP-104
    - ミロク SP-105
    - ミロク SP-106
    - ミロク SP-109

  - ミロク サイドプレート・スペシャル
  - ミロク G-13
  - ミロク 1800シリーズ
    - ミロク 1800HS
    - ミロク 1800SW

  - ミロク 2800シリーズ
    - ミロク 2800HS
    - ミロク 2800S
    - ミロク 2800R

  - ミロク 2700シリーズ
  - ミロク M3800
  - ミロク M5000
  - ミロク M6000
  - ミロク M2700
- SKB
  - SKB サイドロック
  - SKB CM900
  - SKB CM700
  - SKB CM500
- 新SKB
  - 新SKB MJシリーズ
    - 新SKB MJ-17
    - 新SKB MJ-15
    - 新SKB MJ-9
    - 新SKB MJ-7
    - 新SKB MJ-5
    - 新SKB MJ-3

  - 新SKB 5000シリーズ
    - 新SKB M8000D
    - 新SKB M6000D
    - 新SKB M5900D
    - 新SKB M5000D
    - 新SKB M5100
- ニッコー
  - ニッコー ワールドカスタム
  - ニッコー グランデーカスタム
  - ニッコー M5500シャドウ
  - ニッコー M199

## 水平二連
元折単身銃を二連射出来るように、銃身を横に二本並べた物。上下二連に比べて機関部と閉鎖機構をコンパクトに出来る為、軽量で野外での鳥撃ちに適しているとされる。チョークは伝統的にフルとモデの組み合わせの銃が多く、左右銃身の撃ち分けが瞬時に行えるように引金が2本付いている「両引き」の銃が多いのも特徴の一つ（セレクター式1本引金の物は「単引き」と言う）であるが、それ故に近年のクレー射撃に供するのにも余り適していない。また、閉鎖機構が小型な分強度が弱く、重装弾を使用すると閉鎖機構に故障が発生しやすい事。全体的に軽量故に銃口の跳ね上がりが起きやすい事、単・両引き両方の需要に応える必要があり在庫管理に手間が掛かる事などから、最近では生産を行うメーカーは少なくなっている。

### イギリス
- ホーランド&ホーランド
- ジェームス&パーディ
- トーマス・ボス
- アスプレイ
- チャーチル
- ウェストリー・リチャーズ
- グリーナー
- ウェブリースコット
- ミッドランド

### イタリア
- ベレッタ
- ベルナルディ
- ルメッツァーネ
- マリオ・ベリーニ
- マルケーノ
- ザヌーソ

### スペイン
- アリエーター

### ドイツ
- フーベルティス
- メルケル 41E
- メルケル 50E
- メルケル 60E

### フランス
- アジャーニ
- ベァード
- ブルーナ
- デルポ
- ドゥモウリン
- フォンテーヌ
- Giat Industries
- マローネ
- マニフランス
- シモン
- ウガテチャー
- ユニック
- フォレスト
- フォレスト・フェバリッド

### アメリカ
- イサカ
- ウィンチェスター
  - ウィンチェスターM21
- ストーガー

### 日本
- 名和
- Sasaki(佐々木)
- ミロク FE
- SKB ロイヤル
- 新SKB M385

## コンバーティブル（セミオート・ポンプアクション切り替え式）
比較的最近登場した形式。セミオートとポンプアクションを状況に応じて切り替えて使用できるため汎用性が高く、特に軍需向け用途の銃で採用例が多い。

### ドイツ
- サクソニア セミ・ポンプ

### イタリア
- フランキ SPAS12
- フランキ・スパス15
- ベネリM3

## セミオート
1本の銃身で複数の装弾を連射出来るようにした物。発射の衝撃を利用して銃身を後退させて排莢を行う「反動利用式」が始めに登場し、後にポンプアクションをベースに発射ガスの圧力を利用して排莢を行う「ガスオート」が登場した。どちらの形式にも共通している欠点は、様々な威力の装弾を使用する散弾銃においては、銃の能力に対して不適切な装弾を使用すると排莢不良（回転不良）を起こす可能性がある事である。その為、ガスオートではガス圧力を可変ピストン（又は規制子）で調整してどのような装弾でも回転出来るように各メーカーが様々な機構を発表して現在に至っている。
一部の例外的な銃を除いて、簡単な分解で銃身を容易に交換できることも特徴の一つで、交換チョークが普及する以前は各種の替え銃身を用いて幅広い用途に供する銃として重宝された。

### アメリカ
- マーベリック
- レミントンM1100
- レミントンM11-87
- ハイスタンダードM100
- オリジン12

### イタリア
- ベネリM1
- ベネリM2
- ベネリM4
- ベレッタ1201FP
- ベレッタAL391
- フランキAL48
- コスミ

### ベルギー
- ブローニング・オート5

### ロシア
- イズマッシュ・サイガ12
- ヴェープル12モロト
- KS-23

### 日本
- 新SKB M3000
- 新SKB アップランド
- フジ ダイナミックオート
- フジ スーパーオート
- フジ パーフェクトスキート
- KFC M100

## フルオート

### アメリカ
- AA-12
- パンコア ジャックハンマー

### ドイツ
- H&K HK CAWS

### アメリカ/韓国
- U.S. AS12

## ポンプアクション
手でレシーバーを操作して排莢を行う形式の銃。「レピーター」と呼ばれる事もある。ガスオートのベースとなった形式の為、ガスオートの機構を手動化した様な構造の銃が多いが、ガスオートに見られる装弾の差違による回転不良が起きない為信頼性が高く、特に軍需・警察向けに需要が多い形式でもある。ガスオートと同じく、簡単な分解で銃身を容易に交換できることも特徴の一つである。軍・警察向け仕様の銃は撃鉄と逆鈎の連結を断続するディスコネクターが意図的に省略されている場合が多く、引金を引きながら遊底を開閉する事で、閉鎖と同時に発砲が可能なスラムファイア(本来の意味は何らかの原因で意図しない自動連発が発生する類の暴発である)が行える事が多い。ポンプアクションのスラムファイアは機関銃の全自動連発を手動で行うようなものであり、戦場で多数の散弾を乱射する場合には有用であるが、原則として危険な機能の為、現在の民生品では安全性の観点から機能として実装されていない事が多い。
ポンプアクションは延長弾倉を装備する事でガスオートより装弾数が多く出来る銃もあり(ガスオートはガスピストンの構造によっては延長弾倉が装備できない場合もある)、米国においてはホームディフェンス用途としても需要が大きいが、国内においては狩猟・スキート用途にしか使えず、装弾数も2発に限られている為需要はガスオートよりも少ない傾向がある。

### アメリカ
- レミントンM870
- レミントンM31
- モスバーグM500
- モスバーグM590
- マーベリックM88
- S&W M3000 /モスバーグM3000
- ウィンチェスターM1897
- ウィンチェスターM1912
- ウィンチェスターM1300
- イサカ M37フェザーライト
- KAC マスターキー
- マーヴェリックM88
- ブローニングM12
- ブローニング BPS
- ケル・テック KSG

### イタリア
- ベネリ・ノヴァ
- ベネリ・スーパーノヴァ

### ソ連/ロシア
- KS-23
- MP133
- TOZ194
- ベカス散弾銃

### 南アフリカ
- ネオスタッド2000
- MAG-7

### 中国
- ノリンコHP9-1

### 日本
- SKB M7300

## ボルトアクション
元々はライフル銃に多い形式。セミオートと異なり機関部が自動的に動かず、ガス圧力の変化も起きない構造の為、命中精度が高い銃が多い。

### アメリカ
- M26 MASS
- ターハント スラッグ-ガン
- ブローニング A-ボルト[:en]
- シアーズ
  - JCヒギンズ[:en]
    - J.CヒギンズM153 - 12ゲージ仕様。
    - J.CヒギンズM583
- マーリンファイアーアームズ[:en]
  - マーリンM25MG[:en]
  - マーリンM55[:en]
  - マーリンM512
  - マーリンM780[:en]
- モスバーグ
  - モスバーグ183[:en]

### カナダ
- サベージアームズ[:en]
  - サベージM210
  - M220 スラッグガン
  - M212 スラッグガン

### 日本
- ミロク MSS-20
- 村田式散弾銃

### ロシア
- TOZ-106[:en]

## レバーアクション

### アメリカ
- ウィンチェスターM9410
- ウィンチェスターM1887

## その他
※単にショットシェルを使用出来る拳銃も含む。

### アメリカ
- MIL サンダー5
- S&W ガバナー

### イタリア
- キアッパ・トリプルスレット

### 南アフリカ
- アームセル ストライカー12

### ブラジル
- トーラス・ジャッジ